# 额尔登·巴特乌勒
额尔登·巴特乌勒（1957年7月1日—）布里亚特人，生于蒙古乌兰巴托，蒙古国政治人物。

## 生平
巴特乌勒1957年7月1日生于乌兰巴托。1981年毕业于蒙古国立大学物理学专业。1990年，巴特乌勒成为蒙古“不流血民主革命”的发起人之一。他还是民主党的创始人之一。1996年至2000年、2004年至2008年、2008年至2012年三度当选国家大呼拉尔委员。2012年6月，当选首都公民代表会议议员。
在2012年6月28日与国家大呼拉尔选举同时举行的首都公民代表会议选举中，民主党获胜，在多数选举部分的30个席位中夺得20席，在比例选举部分的15个席位中夺得6席，共获26席，超过总共45个席位的半数。这是1990年以来民主党首度在乌兰巴托议会选举中获胜。
2012年7月8日，在首都民主党协商委员会第16次会议上，巴特乌勒当选首都民主党主席。2012年8月6日，首都公民代表会议召开非例会，提名首都公民代表会议议员巴特乌勒为首都行政长官及乌兰巴托市长，该提名提交蒙古国总理审批。随后，提名获得通过，巴特乌勒出任首都行政长官及乌兰巴托市长。
2015年4月2日，蒙古国媒体报道了中国内蒙古籍公民在蒙古国登山时受到蒙古极端组织“站立的蓝色蒙古”人身攻击及侮辱的消息。中国驻蒙古国大使馆就此向蒙方提出严正交涉。乌兰巴托市市长巴特乌勒就此事正式道歉，蒙古国总统查希亚·额勒贝格道尔吉在4月3日的公开讲话中，对巴特乌勒的道歉予以肯定。